# Гренг
Гренг (нім. Greng) — громада  в Швейцарії в кантоні Фрібур, округ Зее.

## Географія
Громада розташована на відстані близько 28 км на захід від Берна, 14 км на північ від Фрібура.
Гренг має площу 1 км², з яких на 14,4% дозволяється будівництво (житлове та будівництво доріг), 73,2% використовуються в сільськогосподарських цілях, 9,3% зайнято лісами, 3,1% не є продуктивними (річки, льодовики або гори).

## Демографія
2019 року в громаді мешкало 173 особи (+1,8% порівняно з 2010 роком), іноземців було 8,7%. Густота населення становила 180 осіб/км².
За віковим діапазоном населення розподілялося таким чином: 17,3% — особи молодші 20 років, 61,3% — особи у віці 20—64 років, 21,4% — особи у віці 65 років та старші. Було 73 помешкань (у середньому 2,4 особи в помешканні).
Із загальної кількості 96 працюючих 58 було зайнятих в первинному секторі, 0 — в обробній промисловості, 38 — в галузі послуг.